# 森野泰成

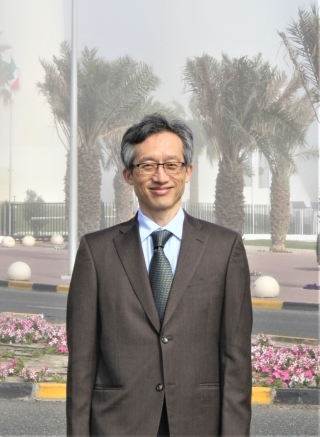
外務省より公表された公式肖像画像

森野 泰成（もりの やすなり、1964年9月14日 - ）は、日本の外交官。サウジアラビア駐箚特命全権大使。

## 経歴・人物
群馬県出身。1986年外務公務員採用Ⅰ種試験合格。1987年東京大学法学部第三類卒業。

### 職歴
出典：
- 1987年4月 外務省入省
- 2000年7月 軍縮会議日本政府代表部一等書記官
- 2004年1月 軍縮会議日本政府代表部参事官
- 2004年2月 在エジプト日本国大使館参事官
- 2007年9月 総合外交政策局軍縮不拡散・科学部軍備管理軍縮課長
- 2009年7月 中東アフリカ局中東第一課長
- 2011年8月 在サウジアラビア日本国大使館参事官
- 2013年1月 在サウジアラビア日本国大使館公使
- 2014年7月 在アフガニスタン日本国大使館公使
- 2016年7月 在カナダ日本国大使館公使
- 2018年8月 大臣官房参事官兼中東アフリカ局、中東アフリカ局アフリカ部、領事局
- 2019年7月 内閣事務官　内閣官房内閣審議官　内閣官房内閣情報調査室次長
- 2021年10月 外務事務官　大臣官房
- 2021年11月 クウェート駐箚　特命全権大使
- 2024年10月 サウジアラビア駐箚　特命全権大使

## 同期
- 阿部康次（22年：駐マダガスカル大使（コモロ兼轄）、19年：フランス公使）
- 飯島俊郎（19年：宮内庁式部副長、18年：経済局審議官、16年：総合外交政策局参事官）
- 石塚英樹（23年：ジョージア大使）
- 伊澤修（25年:北大西洋条約機構（NATO）日本政府代表部大使 22年：セネガル大使）
- 植野篤志（22年：カンボジア大使、20年：国際協力局長）
- 岡野正敬（25年:国家安全保障局長 23年：外務事務次官、22年：内閣官房副長官補、21年：総合外交政策局長、19年：国際法局長）
- 小和田雅子（皇后雅子）（19年：立后、93年：皇太子妃冊立）
- 紀谷昌彦（22年：ASEAN大使、19年：シドニー総領事、17年：政策立案参事官、15年：南スーダン大使）
- 志野光子（24年：ドイツ大使、22年：国際連合日本政府代表部特命全権大使、21年：儀典長）
- 柴田裕憲（23年：エチオピア大使、20年国際協力機構理事）
- 高橋克彦（24年:政府代表・特命全権大使（国際経済・貿易担当ほか） 21年：マレーシア大使、19年：中東アフリカ局長）
- 塚田玉樹（23年：イラン大使、20年：米国特命全権公使、19年：地球規模課題審議官）
- 津川貴久（23年：農畜産業振興機構理事、20年：ベナン大使）
- 中川弘一（22年：在コルカタ総領事）
- 中川勉（23年：アフリカ連合代表部大使、21年：出入国在留管理庁審議官、18年：デトロイト総領事）
- 中田昌宏（22年：スイス公使）
- 中村和人（24年:キューバ大使 22年：ニカラグア大使）
- 中村耕一郎（24年：エストニア大使、21年：内閣情報調査室内閣衛星情報センター分析部長、18年：ウラジオストク総領事）
- 早川修（24年：ドミニカ共和国大使、22年：立命館アジア太平洋大学教授）
- 樋口義広（19年：マダガスカル大使）
- 松浦博司（24年：ケニア大使、20年：イギリス公使）
- 松田弥生（05年：弁護士）
- 丸山浩平（22年：在バンクーバー総領事、19年在釜山総領事）
- 本清耕造（24年：メキシコ大使、21年：在ジュネーブ国際機関日本政府代表部次席常駐代表、20年：軍縮不拡散・科学部長）
- 山内弘志（22年：アルゼンチン大使、21年：国際情報統括官）